# Pysząca (gromada)
Pysząca – dawna gromada, czyli najmniejsza jednostka podziału terytorialnego Polskiej Rzeczypospolitej Ludowej w latach 1954–1972.
Gromady, z gromadzkimi radami narodowymi (GRN) jako organami władzy najniższego stopnia na wsi, funkcjonowały od reformy reorganizującej administrację wiejską przeprowadzonej jesienią 1954 do momentu ich zniesienia z dniem 1 stycznia 1973, tym samym wypierając organizację gminną w latach 1954–1972.
Gromadę Pysząca z siedzibą GRN w Pyszącej utworzono – jako jedną z 8759 gromad na obszarze Polski – w powiecie śremskim w woj. poznańskim, na mocy uchwały nr 36/54 WRN w Poznaniu z dnia 5 października 1954. W skład jednostki weszły obszary dotychczasowych gromad Binkowo, Bystrzek, Ostrowo pod Śremem i Grzymysław, ponadto miejscowości Pysząca i Sosnowiec z dotychczasowej gromady Pysząca oraz miejscowość Chrząstowo z dotychczasowej gromady Chrząstowo – ze zniesionej gminy Śrem w tymże powiecie. Dla gromady ustalono 17 członków gromadzkiej rady narodowej.
31 grudnia 1971 gromadę zniesiono, a jej obszar włączono do gromad: Śrem (miejscowości Binkowo, Borgowo, Bystrzek, Dobczyn, Grzymysław, Olsza, Ostrowo, Łęg, Pysząca i Sosnowiec) i Książ Wielkopolski (miejscowości Chrząstowo i Łężek) w tymże powiecie.